# グレイテスト ビーナス
『グレイテスト ビーナス』は、GO-BANG'Sの3rdオリジナル・アルバム。1990年3月3日発売。

## 概要
初回プレス盤のみクリアスリーブケース付、カラーCDケース、カラーディスク仕様。バンド初のオリコン1位を2週連続で獲得。史上初である、CT未発売でオリコン1位を獲得したアルバム。

## 収録曲
1. 無敵のビーナス
東宝映画『香港パラダイス』主題歌。1990年4月21日に5枚目のシングルとしてシングルカットされた。
2. あいにきて I・NEED・YOU!
4枚目のシングル。アルペンスキー'89－'90のCFソング。最大のヒット曲となった。
3. アイスクリームマン
4. Sha・la・la
5. 8月のDiary
6. Don't worry boy
7. 荒野のエピローグ
8. グルーピーベイビー
9. 人生は絵の具のパック
10. 間接キッスに御用心
11. チヨリスタの星
12. テディ・ベア

## クレジット
特記以外全作詞・作曲：森若香織
作詞（5）・作曲（4,5）：斉藤光子
作詞（11）：森若香織・谷島美砂
作曲（11）：谷島美砂